# Relación espuria
Una relación espuria es un vínculo aparente entre dos eventos que se demuestra inválido cuando se examina la relación con mayor detalle. Esta relación asume que uno de los eventos causa el otro o que existe una correlación entre ellos porque los eventos se dan al mismo tiempo o uno seguido del otro, cuando la realidad es que ambos son independientes y su aparente relación se debe a la existencia de terceros factores no contemplados que los causan o está correlacionados con ambos.

## Lógica
En lógica la falacia de la causa simple o efecto conjuntivo describe una situación similar, en que se asume que existe solo una causa para un resultado, proporcionando una relación inválida entre la supuesta causa y su efecto, cuando es en verdad un conjunto de causas más o menos independientes que conjuntamente provocan el resultado. Está relacionada con la falacia Post hoc ergo propter hoc, que asume causalidad solo por observar sucesión temporal entre dos eventos.
Si bien la demostración de la existencia de causalidad entre dos eventos es considerada imposible siguiendo a filósofos como David Hume, sí se puede demostrar la no causalidad. Una relación de implicación lógica X → Y se demuestra falsa cuando dándose X no se da Y. Es importante tener en cuenta que el hecho de que Y tenga lugar sin que haya sucedido X no es una evidencia contra X → Y, esta es la falacia de negación del antecedente. Por tanto, si se observa el efecto sin que haya tenido lugar la supuesta causa, la relación de causalidad es falsa.
En el contexto de relaciones espurias, demostrar la inexistencia de causalidad se presupone difícil pues si la realidad es que W → X y W → Y, y suponemos que es imposible o muy difícil observar X e Y por sí mismos sin W, entonces siempre que se observemos X será porque ha tenido lugar W y por tanto observaremos también Y.
La navaja de Occam en su aplicación puede presuponer una relación espuria, pues buscar la explicación más simple a un evento a menudo supone buscar una involucre el menor número de partes.

### Ejemplo
Supongamos que cuando hay mayor índice de desmayos por calor suben las ventas de refrescos, muchos señalarían que los sofocos son la única causa, pero la subida de ventas pudo haber sido debida a otros factores como mejor mercadotecnia, más ocio, una ola de calor, una bajada de precios o la llegada del verano que sería una posible causa de las dos. En definitiva, un factor o un conjunto ignorado o desconocido de factores son los que en realidad hacen que se produzca.

## Estadística
En estadística, una relación espuria es una relación matemática de algún tipo en la cual dos acontecimientos no tienen conexión lógica, aunque se puede implicar que la tienen debido a un tercer factor no considerado aún (llamado "factor de confusión" o "variable escondida"). Esta relación puede ser una aparente correlación entre los valores de ambas.
El término se usa particularmente en técnicas de investigación experimental. La investigación experimental intenta comprender y predecir las relaciones causales (X → Y). Una correlación no-causal puede crearse de manera espuria por un antecedente que causa ambas (W → X & Y). Las correlaciones identificadas experimentalmente no representan relaciones causales a menos que las relaciones espurias sean descartadas.
Como se comenta en la sección de lógica, la posible relación de causalidad X → Y puede ser descartada. En la práctica, si la causalidad es cierta, se deben cumplir tres condiciones
- X debe preceder a Y,
- si Y no ocurre entonces X no ocurre,
- Y debe ocurrir cada vez que X ocurra.

Para determinar la validez de una relación entre los valores dos variables observadas, en estadística se utilizan contrastes de hipótesis. En concreto, se plantea la hipótesis nula de no correlación entre dos variables, y se rechaza dicha hipótesis si la evidencia aportada por las observaciones es suficiente, que será que la probabilidad de observar una correlación tan grande al azar sea muy baja.

### Ejemplo
Hay multitud de correlaciones espurias famosas que ejemplifican el riesgo de asumir una relación subyacente a la mera correlación de los datos. La serie temporal del gasto de EEUU en ciencia, exploración espacial, y tecnología guarda una correlación del 99.79% con la serie temporal de número de suicidios por ahorcamiento, estrangulación y ahogamiento. Claramente no puede haber una relación de causalidad y uno puede pensar que esta relación se debe al uso de cifras absolutas, pues el PIB de EEUU crece en el tiempo al igual que su población por tanto hay mayor gasto en general y mayor número de muertes en general, además de cierto grado de casualidad.